# Fuego (canción de Eleni Foureira)
«Fuego» es una canción interpretada por la cantante grecoalbanesa Eleni Foureira. El tema representó a Chipre en el Festival de la Canción de Eurovisión 2018. El título de la canción fue revelado públicamente el 25 de enero de 2018, y fue compuesta por el compositor sueco Alex P. La canción tiene una versión en español, realizada debido a la gran acogida del tema en España, siendo número 1 en ventas y listas de éxitos, cómo Los 40. La canción ha recorrido toda Europa y conseguido ser número 1 en España y Grecia, se destaca su éxito en Suecia, Albania, Israel, Bélgica y Chipre.

## Festival de la Canción de Eurovisión 2018
Eleni Foureira fue proclamada como representante chipriota para el Festival de la Canción de Eurovisión 2018 el 25 de enero de 2018 quedando en segunda posición con 436 puntos.

## Canciones
| Digital download |                              |          |  |
| N.º              | Título                       | Duración |  |
| 1.               | «Fuego»                      | 3:03     |  |
| 2.               | «Fuego (Versión En Español)» | 3:03     |  |

## Posicionamiento en listas
| Listas (2018)                               | Posición más alta |
| ------------------------------------------- | ----------------- |
| Austria (Ö3 Austria Top 40)                 | 35                |
| Bélgica (Flandes) (Ultratip Bubbling Under) | 10                |
| Francia (SNEP)                              | 70                |
| Alemania (Media Control AG)                 | 81                |
| Grecia Airplay (IFPI Greece)                | 15                |
| Grecia Digital Singles (IFPI Greece)        | 1                 |
| Irlanda (IRMA)                              | 50                |
| Israel (Media Forest)                       | 10                |
| Países Bajos (Mega Single Top 100)          | 96                |
| Noruega (VG-lista)                          | 16                |
| Portugal (AFP)                              | 18                |
| Escocia (Scottish Singles Sales Chart)      | 30                |
| España (PROMUSICAE)                         | 1                 |
| Suecia (Sverigetopplistan)                  | 14                |
| Suiza (Schweizer Hitparade)                 | 46                |
| Reino Unido (UK Singles Chart)              | 64                |

### Certificaciones
| País    | Organismo certificador | Certificación | Ventas certificadas | Ref.   |
| ------- | ---------------------- | ------------- | ------------------- | ------ |
| España  | PROMUSICAE             | Platino (x2)  | 80 000              | [ 18 ] |
| Suecia  | GLF                    | Oro           | 20 000              |        |
| Noruega | IFPI                   | Oro           | 20 000              |        |